# San Biagio della Cima
San Biagio della Cima là một đô thị ở tỉnh Imperia trong vùng Liguria, tọa lạc khoảng 120 km về phía tây nam của Genoa và khoảng 30 km về phía tây của Imperia. Tại thời điểm ngày 31 tháng 12 năm 2004, đô thị này có dân số 1.226 người và diện tích là 4,6 km².
San Biagio della Cima giáp các đô thị sau: Camporosso, Dolceacqua, Perinaldo, Soldano, Vallebona, và Vallecrosia.